# Maciej Konacki
Maciej Robert Konacki (ur. 1972 w Toruniu) – polski astrofizyk, profesor nauk fizycznych, specjalizujący się w astronomii.

## Życiorys
Jest absolwentem Wydziału Fizyki, Astronomii i Informatyki Stosowanej Uniwersytetu Mikołaja Kopernika w Toruniu (1996), tam też obronił pracę doktorską w 2000. Tematem jego rozprawy doktorskiej było Poszukiwanie planet poza Układem Słonecznym, a promotorem Aleksander Wolszczan.
W drugiej połowie lat 90. był stypendystą Programu Fulbrighta na Pennsylvania State University. Od 2000 przebywał w California Institute of Technology (Caltech) na stażu podoktorskim, a później jako senior postdoc (odpowiednik polskiego adiunkta). Został pracownikiem naukowym Centrum Astronomicznego im. Mikołaja Kopernika PAN w Toruniu oraz Obserwatorium Astronomicznego Uniwersytetu Adama Mickiewicza.
W 2006 uzyskał, na podstawie rozprawy zatytułowanej Precyzyjne pomiary prędkości radialnych i interferometria optyczna spektroskopowych układów podwójnych, stopień doktora habilitowanego nauk fizycznych w zakresie astronomii. Tytuł profesora nauk fizycznych otrzymał 3 listopada 2011. Członek m.in. Komitetu Astronomii Polskiej Akademii Nauk i Polskiego Towarzystwa Astronomicznego.
W lipcu 2005 w „Nature” postulował odkrycie pierwszej planety krążącej w potrójnym układzie gwiazd, która otrzymała nazwę HD 188753 A b. Odkrycie to nie zostało potwierdzone; dwa lata po ogłoszeniu odkrycia zespół prowadzony przez Anne Eggenberger nie był w stanie potwierdzić jej istnienia mimo użycia zaawansowanych metod obserwacji i weryfikacji, podobnie jak zespół Tseviego Mazeh w 2009.
W 2013, za wybitne zasługi w pracy naukowo-badawczej, za osiągnięcia w promowaniu polskiej myśli naukowej, został odznaczony Krzyżem Kawalerskim Orderu Odrodzenia Polski.